# Anyphops ngome
Anyphops ngome är en spindelart som beskrevs av José Antonio Corronca 2005. Anyphops ngome ingår i släktet Anyphops och familjen Selenopidae. Inga underarter finns listade i Catalogue of Life.